# Gemma Whelan

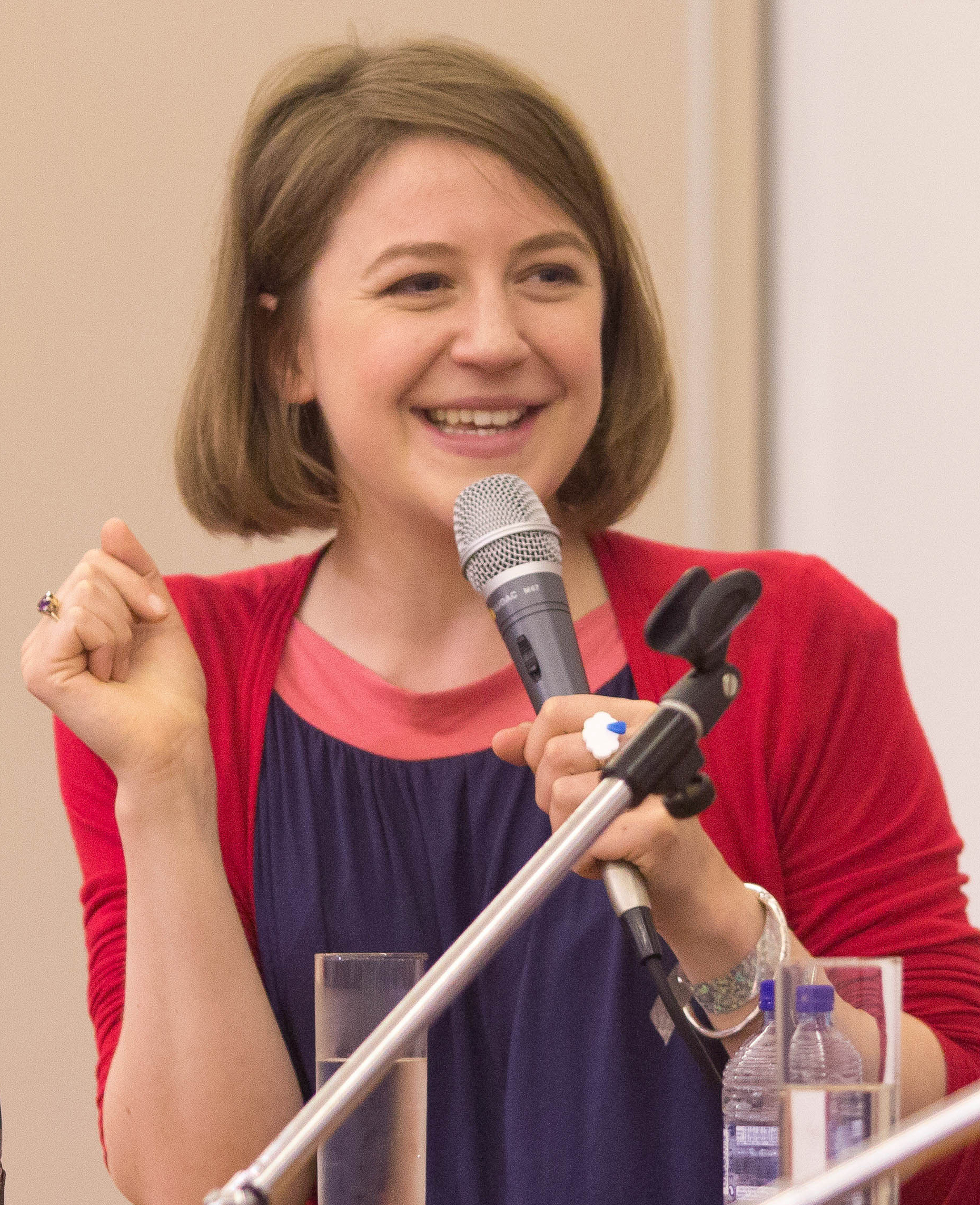
Gemma Whelan bei einer Veranstaltung in Antwerpen (2014)

Gemma Elizabeth Whelan (* 23. April 1981 in Leeds) ist eine britische Komikerin und Schauspielerin.
2010 gewann sie den Funny Women Variety Award für Stand-up-Comedy. Von 2012 bis 2019 spielte sie wiederkehrend die Rolle der Asha Graufreud in der HBO-Serie Game of Thrones. Filmauftritte erfolgten, in Nebenrollen jeweils, etwa in Gullivers Reisen – Da kommt was Großes auf uns zu und Wolfman.

## Biografie
Whelan besuchte die King's High School for Girls in Warwick. Sie ist nicht nur Schauspielerin und Komikerin, sondern auch professionelle Tänzerin, die sich auf die Stile Tap und Jazz spezialisiert hat. Sie ist Mitglied der Tanzgruppe Beaux Belles aus London. Whelan hat außerdem eine Ausbildung im Bereich Musiktheater und singt Mezzosopran. Sie spricht Französisch und Spanisch und lebt in London. Im Juli 2017 erwartete sie ihr erstes Kind mit Ehemann Gerry. Einige Monate später gebar sie ihre Tochter.

## Filmografie
- 2008: Frites (Kurzfilm)
- 2009: 10 Minute Tales (Fernsehserie, eine Folge)
- 2010: Gullivers Reisen – Da kommt was Großes auf uns zu (Gulliver’s Travels)
- 2010: Wolfman
- 2010: The Persuasionists (Fernsehserie, 2 Folgen)
- 2011: Threesome (Fernsehserie, eine Folge)
- 2012: Ruddy Hell! It's Harry and Paul (Fernsehserie, eine Folge)
- 2012–2019: Game of Thrones (Fernsehserie, 16 Folgen)
- 2013: The Day They Came to Suck Out Our Brains! (Miniserie, eine Folge)
- 2013: Claudia O’Doherty Comedy Blaps (Miniserie, 3 Folgen)
- 2014: Badults (Fernsehserie, eine Folge)
- 2014–2016: Almost Royal (Fernsehserie, 13 Folgen)
- 2014: Siblings (Fernsehserie, eine Folge)
- 2016–2018: Upstart Crow (Fernsehserie, 20 Folgen)
- 2016: Hetty Feather (Fernsehserie, 10 Folgen)
- 2016: Prevenge
- 2017: The Crown (Fernsehserie, Staffel 2, Folge 5, als Patricia Campbell)
- 2017: The End of the F***ing World (Fernsehserie, 5 Folgen)
- 2019: Gentleman Jack (Fernsehserie, 8 Folgen)
- 2020: White House Farm Murders (White House Farm, Miniserie, 6 Episoden)
- 2020: Emma
- 2020: Killing Eve  (Fernsehserie, 6 Folgen)
- 2024: Cristóbal Balenciaga (Fernsehserie, 6 Folgen)